# Grias
Grias là một chi thực vật có hoa trong họ Lecythidaceae.

## Loài
Chi Grias gồm các loài: